# リンデン・グーチ
リンデン・グーチ（Lynden Gooch、1995年12月24日 - ）は、アメリカ合衆国・カリフォルニア州サンタクルーズ出身のプロサッカー選手。元アメリカ代表。ストーク・シティFC所属。ポジションはMF。

## クラブ経歴

### サンダーランド
地元クラブでプレーを始め、10歳の時にサンダーランドAFCのユースチームに入団した。当初は休日の練習参加のみで、16歳の時にイングランドに引っ越し2年のスカラシップを結んだ。
2015年8月26日、フットボールリーグカップ2回戦のエクセター・シティFC戦でトップチームデビュー。
2021年3月14日、このシーズンのEFLトロフィー決勝戦でこの試合唯一のゴールを決めて自身初のタイトルを獲得した。翌年5月21日、EFLリーグ1プレーオフ決勝戦で右サイドバックで90分間プレーし、サンダーランドは2部リーグ昇格を果たした。
2022年6月22日、クラブと新たに2024年までの契約を結んだ。

### ストーク・シティ
2023年9月1日、移籍金非公開でストーク・シティに2年契約で移籍した。

## 代表経歴
自分自身はアメリカで生まれ育ったが、父親がイングランド人、母親がアイルランド人のため、アメリカ代表以外にイングランド代表やアイルランド代表を選ぶことも出来た。
U-18アイルランド代表の試合に1度だけ出場した後、アメリカ合衆国代表に変更した。2016年10月、A代表初招集。10月11日にワシントンD.C.のロバート・F・ケネディ・メモリアル・スタジアムで開催されたニュージーランド戦で初キャップ。

## タイトル
サンダーランド
- EFLトロフィー : 2020-2021
- EFLリーグ1プレーオフ : 2022